# Lăng Ruhollah Khomeini
Lăng mộ của Ayatollah Khomeini là nơi có ngôi mộ của Ruhollah Khomeini và gia đình ông - vợ ông Khadijeh Saqafi và người con trai thứ hai của ông Ahmad Khomeini - và một số nhân vật chính trị, chẳng hạn như cựu Tổng thống Akbar Hashemi Rafsanjani, cựu Phó Tổng thống Hassan Habibi, Trung tá Ali Sayad Shirazi, Nhân vật cách mạng Iran Sadeq Tabatabaei, và dân biểu Quốc hội Iran Marzieh Hadidchi. Quần thể lăng mộ tọa lạc ở phía nam của Tehran trong nghĩa trang Behesht-e Zahra (Thiên đường của Zahra). Công tác xây dựng bắt đầu vào năm 1989 sau cái chết của Khomeini vào ngày 3 tháng 6 năm đó. Công trình vẫn đang được xây dựng, nhưng khi hoàn thành sẽ là trung tâm của một khu phức hợp trải rộng trên diện tích 20 km vuông (4.900 mẫu Anh), 20 kilômét vuông (4.900 mẫu Anh), có một trung tâm văn hóa và du lịch, một trường đại học cho các nghiên cứu Hồi giáo, một chủng viện, trung tâm mua sắm và Một bãi đậu xe 20.000 xe. Chính phủ Iran đã thông báo dành 2 tỉ đô la cho xây dựng tổ hợp này.
Địa điểm này là nơi của Ziyarat dành cho những tín đồ của Khomeini. Nó được các nhân vật chính phủ sử dụng, và đôi khi có quan nước ngoài viếng thăm. Hàng năm, ngày kỷ niệm ngày mấy của Khomeini được tiến hành vào ngày 4 tháng 6 tại lăng mộ trong một buổi lễ có sự tham dự của các quan chức chính phủ, các đại sứ nước ngoài và những người khác. Cháu nội của Khomeini Ayatollah Seyyed Hassan Khomeini phụ trách việc chăm sóc lăng mộ. Ga tàu điện ngầm Haram-e Motahhar là ga tàu điện ngầm gần nhất đến lăng mộ.

## Thông số kỹ thuật

Kiến trúc bên trong lăng mộ Khomeini

Kiến trúc sư của ngôi mộ là Mohammed Tehrani. Bên ngoài của khu đền thờ là một cột mốc đánh dấu cao. Nó có một mái vòm vàng đặt trên khung tường hình trụ cao, bao quanh bởi bốn tháp tự do. Tòa nhà được bao quanh bởi một quảng trường hình chữ nhật lớn đã được thiết kế để chứa số lượng lớn du khách. Với kích thước của nó, bao gồm một bức tường qibla và một maqsura, ngôi mộ giống với một nhà thờ Hồi giáo, nhưng được gọi là Hussainia. 
Bên trong, khóm của Khomeini được đặt ở giữa vòm mạ vàng. Các mái vòm nằm trên một khu vực chuyển tiếp với hai lớp của clerestories, trang trí với kính màu vẽ hoa tulip (một biểu tượng của tử đạo Iran). Mái vòm được chống đỡ bởi tám cột đá cẩm thạch lớn lượn vòng quanh sarcophagus, cùng với các cột nhỏ khác hỗ trợ trần khung vũ trụ. Trần cũng được chấm dứt bởi clerestories. Các bề mặt sàn và tường được làm bằng đá cẩm thạch trắng đánh bóng. Sàn nhà được phủ bằng thảm trải sàn.
Người ngoài Hồi giáo được phép vào trong khu phức hợp.

## Sự cố
Vào ngày 20 tháng 6 năm 2009, một cuộc tấn công bằng bom tự sát xảy ra gần khu vực của lăng mộ, theo các phương tiện truyền thông do nhà nước kiểm soát Iran. Cuộc tấn công không làm hỏng lăng mộ.
Vào ngày 7 tháng 6 năm 2017, lăng mộ bị ba tay súng tấn công.. Một người ném bom tự sát đã phát nổ một quả bom ở lăng mộ. Một kẻ tấn công chiến binh nữ đã bị bắt. Các quan chức chính phủ sau đó tuyên bố đã ngăn cản một cuộc tấn công thứ ba. Một người chết và năm người bị thương. Những kẻ khủng bố cũng đã đồng thời tấn công toà Tòa Quốc hội.

## Hình ảnh

Lăng mộ về đêmLăng mộ về đêm
Lăng mộ đang xây năm 2015Lăng mộ đang xây năm 2015
Zarih của lăngZarih của lăng
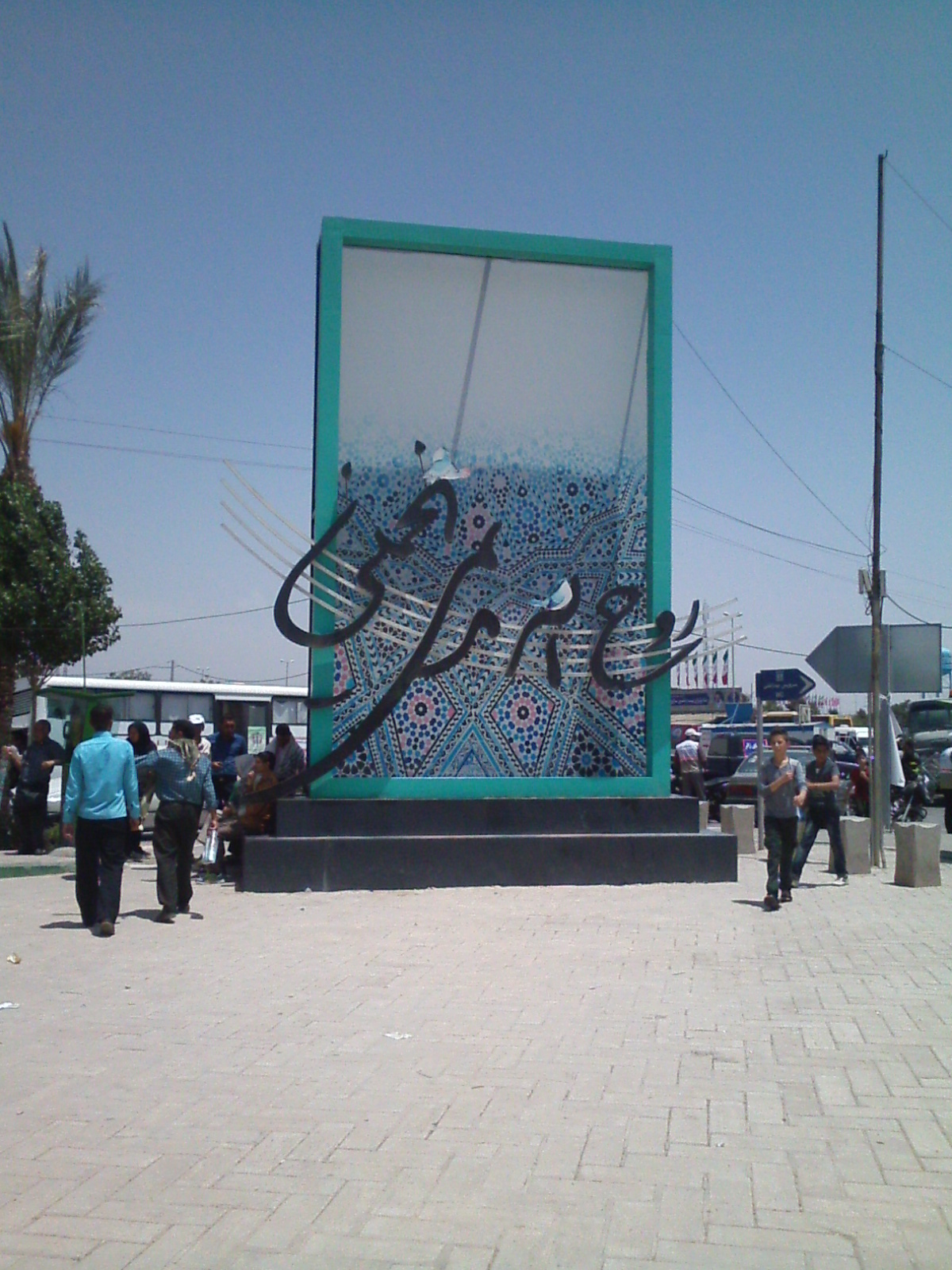
Biểu tượng chữ ký Khomeini bên ngoài phức hợp
Mộ của vợ Khomeini, Khadijeh SaqafiMộ của vợ Khomeini, Khadijeh Saqafi
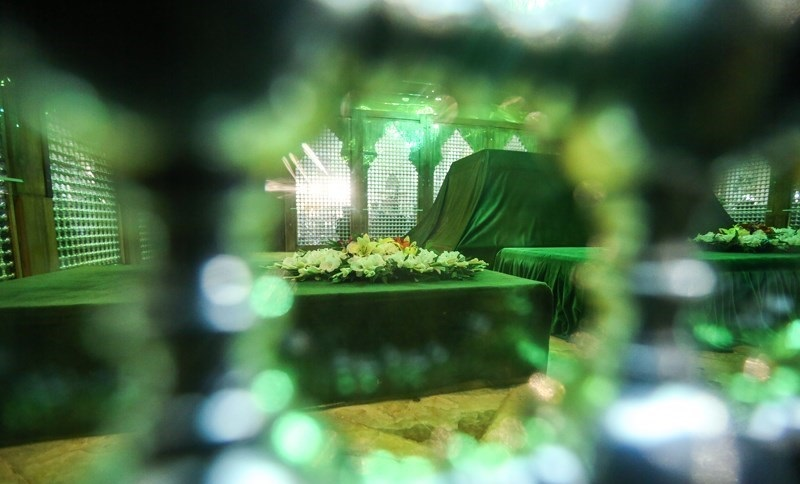
Mộ của Akbar Hashemi Rafsanjani